# Сысоев, Владимир Иванович (ректор)
Влади́мир Ива́нович Сысо́ев (11 апреля 1940 года, Воронеж — 23 октября 2011 года, Воронеж) — советский и российский тренер и преподаватель по баскетболу. Заслуженный тренер РСФСР (1974). Ректор Воронежского государственного института физической культуры (1997—2011). Кандидат педагогических наук (1990). Профессор (2000).

## Биография
Владимир Иванович Сысоев родился 11 апреля 1940 года в Воронеже в семье геолога. С 1957 по 1964 год входил в состав сборной РСФСР по баскетболу.
В 1961 году окончил Воронежский государственный педагогический институт. С 1960 по 1982 год Владимир Иванович работал старшим преподавателем в Воронежском государственном педагогическом институте и Воронежском инженерно-строительном институте. Параллельно являлся старшим тренером женской областной команды по баскетболу. С 1969 по 1974 год был тренером женской сборной РСФСР.
В 1982 году перешёл работать в Воронежский государственный институт физической культуры, где создал кафедру спортивных игр, и оставался её заведующим многие годы.
В 1990 году защитил кандидатскую диссертацию на тему «Взаимосвязь скоростно-силовой подготовленности и эффективность игровых действий квалифицированных баскетболисток».
С 1997 по 2006 год был директором ВГИФК МГАФК, а с 2006 по 2011 год — ректором ВГИФК.
В августе 2000 года создал Воронежскую региональную олимпийскую академию, президентом которой оставался до 2011 года. Являлся действительным членом Петровской академии наук и искусств (2006).
В 2003 году по его инициативе был организован женский баскетбольный клуб «Воронеж-СКИФ». В нём Владимир Иванович работал тренером и был президентом до самой смерти.
За годы работы Сысоев подготовил 5 кандидатов педагогических наук, 15 мастеров спорта по баскетболу.
Умер 23 октября 2011 года в Воронеже.

## Награды и номинации
- Заслуженный тренер РСФСР по баскетболу (1974).
- Заслуженный работник физической культуры Российской Федерации (1996)[5].
- Почётный работник высшего профессионального образования Российской Федерации (2000).
- Почётный знак «За заслуги в развитии олимпийского движения в России».
- Орден Почёта (2001)[6].
- Премия имени П. Ф. Лесгафта[7].

## Публикации
Учебные пособия
- Сысоев В. И., Суханова Е. В. Обучение девушек игре в баскетбол. — Воронеж: Истоки, 2009. — 124 с. ISBN 978-5-88242-697-1